# Plaza de San Miguel (Valladolid)
La plaza de San Miguel es una vía urbana de la ciudad de Valladolid, España.

## Descripción
Aparece descrita en Las calles de Valladolid de Juan Agapito y Revilla de la siguiente manera:

Constituyó esta plaza el centro geométrico de la villa en su primitiva formación, cuando aparece ya cercada con su primera muralla, la más antigua de las conocidas. En ella, como es de suponer, estaría el núcleo más importante en la vida de la población, que, sin embargo, se desplazó en cierta actividad, la del mercado, hacia la parte más meridional, por lo que se llamó el Azoguejo, próximo, sino inmediato, a la actual calle de la Platería.

Tenía, entonces, la villa, por aquel siglo XI en que ya se la conoce y figura en la Historia, el carácter de todos los pueblos del tiempo, y para que nada la faltara, en el centro de ella se elevaba la iglesia, en nuestro presente caso, una de las dos iglesias, a cuya sombra se desarrollaba la vida urbana con todos sus detalles y en todos sus aspectos.
Y, en efecto, en el centro de la plaza de San Miguel estaba la iglesia de San Pelayo, que habría de ser, por su situación y emplazamiento, la principal de las dos con que contaba nuestra villa, antes de la venida del conde Ansúrez a señorearla.
Copio del primer historiador de Valladolid Don Juan Antolínez de Burgos: «Algunos autores quieren que [el conde Don Rodrigo de Cisneros] haya sido el reedificador de dos iglesias, una la de San Julián, y otra la de San Pelayo, que hoy es la parroquia del Señor San Miguel, que siendo reedificada por los Reyes Católicos Don Fernando y Doña Isabel, sucedió en el nombre de San Miguel el de San Pelayo, y en lo último de la capilla mayor, de parte de afuera, está colocada la imagen de San Miguel, de bulto grande, embrazado un pavés con las armas de los reyes católicos, y dentro de la capilla está el archivo donde Valladolid guarda sus privilegios, y sobre él las armas del Rey Don Fernando y luego un letrero de letra francesa de media talla en el que lo refiere. En esta iglesia está la campana del concejo con que se toca a queda, prerrogativa ganada de su antigüedad».
En eso de las dos iglesias está en lo firme el regidor Antolínez de Burgos, pues, como ya se ha visto al tratar de la calle de San Ignacio, en la carta dotal de la iglesia de Santa María la Mayor de 21 de mayo de 1095, a continuación de mencionar los condes Don Pedro y Doña Eylo la iglesia de San Julián, añaden: «Similiter apponimus monasterium Sancti Pelagii et omnes Ecclesias, quae ibi fuerint fundatae».
Ahora, que los Reyes Católicos reedificaron la iglesia de San Pelayo y que entonces cambió el nombre de su advocación por el de San Miguel, ya es otra cosa, y ello no es cierto, pues antes de la reedificación se tituló ya de San Miguel, y dicha reedificación no la llevaron a cabo Doña Isabel y Don Fernando, sino el Doctor Gonzalo de Portillo y el comendador Don Diego de Bobadilla, muy afectos ambos a los Reyes Católicos. Y la prueba de lo que digo está en que el Doctor de Toledo en Cronicón de Valladolid da el apunte de que «Quemáronse las casas de Pero Gómez de Sevilla e S. Miguel, e un orne en ellas segundo día de Pascua de Santi Espíritus a viij de junio año de mcccclxxxviiij: moraba en ella Fernando... su yerno, e dijeron que se le había quemado toda su hacienda». Y ocho años después se escribe en el mismo Cronicón: «Reedificaron en Valladolid la capilla mayor de S. Miguel que había más de treinta años que estaba en el suelo, el dotor Portillo, de el consejo de sus Altezas y el comendador D. Diego de Bobadilla, y dotáronla y dejaron en comunidad y impartible para ellos y para sus sucesores, lo qual fué por conservar la gran amistad y parentesco que tenían anno Domini mccccxcvij». De cuyos dos apuntes se desprende que en 1489 se quemó parte de la iglesia, que ya se llamaba San Miguel, que la capilla mayor (probablemente la nave mayor, pues leo en papeles de aquel tiempo capilla por nave) debió hundirse antes de 1468, y que en 1497 la reedifican el doctor Portillo y el comendador Bobadilla, no los Reyes Católicos. Lo del escudo de armas de los reyes que luciera San Miguel en su «pavés», no quería decir que ellos la reconstruyeran, sino que en su tiempo se hizo la obra, como se observa, por no citar más que monumentos de la época, en las fachadas del Colegio de Santa Cruz, y del de San Gregorio, y se observó en la portada de la Universidad antigua, la que daba a la calle de la Librería.
De todos modos los reedificadores no eran unos cualesquiera. Don Diego de Bobadilla era comendador de Villarrubia y Zurita en la orden de Calatrava, hijo del mayordomo de los Reyes Católicos Don Andrés de Cabrera, marqués de Moya; luego de defender Bobadilla el alcázar de Segovia contra los comuneros y de tomar parte en las batallas de Villalar y Noáin, tomó el hábito de dominico en San Ginés de Talavera. El doctor Portillo fue también muy del afecto de los Reyes Católicos. Se le tenía por hijo del llamado infante Fortuna, Don Enrique de Aragón, y por ello, a costa de Doña Isabel, se graduó de doctor en Medina del Campo en 1 de junio de 1483, en presencia de los señores y grandes de la corte, haciendo venir con tal objeto a Medina a la Universidad de Salamanca, «cosa jamás vista ni oída hasta entonces». El 13 de abril de 1486 se casó en San Antolín de Medina el doctor Portillo, oidor, con Doña Isabel Vélez, criada de la reina, siendo padrinos esta señora y el infante Don Enrique, el que se decía su padre.
Y hay que advertir que la iglesia con el título de San Miguel aparece siglos antes del 1489 que se lee en el Cronicón. Lo demostró Sangrador Vítores al citar nada menos que cuatro documentos a tal objeto. Primero: una donación hecha por Don Alonso VII, Emperador, al monasterio de Retuerta, datada en 18 de enero de 1151, «estando el Emperador en la iglesia de San Miguel de Valladolid». Segundo: en una escritura de compra de una casa, de fecha de 28 de septiembre de 1324, aparece, como testigo instrumental, «Fernán Díaz, capellán de San Miguel». Tercero: en un pleito que siguieron en 1375 los curas y sacristanes de las parroquias de Valladolid para que se les eximiera del pago del tributo de «moneda», se hace cita «del cura, de un capellán y del sacristán de la iglesia de San Miguel». Y cuarto: en otra escritura del Archivo catedral, referente al siglo XIV, «se hace mención de la calle que dirige desde San Miguel a San Julián», que no podía ser otra que la de hoy conocida por «calle del Doctor Cazalla».
De todo lo cual se saca la consecuencia que la iglesia de San Pelayo cambió su denominación por la de San Miguel al mediar el siglo XII, por lo menos, y no en la época de los Reyes Católicos.
Esta iglesia de San Miguel es la que se menciona siempre en la historia local, tocando su campana no solo para reunir el concejo, aunque tuviera sus ayuntamientos en la casa del Mercado, sino para la señal de «queda» como dijo Antolínez, y para los «rebatos», para armar al pueblo, y salir a la defensa de sus ideales, como ocurrió al pretender oponerse a la salida de Don Carlos I cuando fue a celebrar las cortes de Santiago y a la del cardenal Adriano en la época siguiente de las Comunidades. En ella estaba la campana cuyo tañido era, para el pueblo un toque de llamada. Fue una campana popularísima, campana del pueblo, a pesar de lo cual, trasladada a la actual iglesia de San Miguel, cayó hecha pedazos a los golpes de martillo en las revueltas de la primera República española, pues por 1873 se derribaron o rompieron casi todas las campanas de las iglesias de Valladolid, dejando, según he oído, a salvo una por cada templo.
En la iglesia, reconstruida por lo menos en parte, se puso a principios del siglo XVII un hermoso retablo que labró Cristóbal Velázquez y adornó con buenas estatuas nuestro gran imaginero Gregorio Fernández. Pero estaba señalado que ninguna de las dos iglesias primitivas de Valladolid habían de llegar a nuestros días, y ambas tuvieron que ceder a la piqueta demoledora, desapareciendo unas fábricas que habrían de tener el encanto de todas las obras de aquellos tiempos tan interesantes hoy. ¡Siglo XI, siglo XV, tan románticos y tan recios y viriles!
Al ser expulsados los Jesuitas, y encontrarse las iglesias de San Miguel y San Julián asaz ruinosas, nada mejor que trasladar las dos parroquias a la iglesia de San Ignacio, y el 11 de Noviembre de 1775, pasaron a ésta «los santos de San Miguel y San Julián, sin campanas... Salieron de San Miguel el santo delante, después Nuestra Señora del Rosario y detrás la de la Cerca, y la última la de la Esperanza, y fueron por el rótulo de Cazalla a San Julián, donde tenían en andas a los santos y a Nuestra Señora de la Compasión; esta la llevaron primero y pusieron a los dos santos San Julián y Santa Basilisa detrás de Nuestra Señora del Rosario, en donde estaba ya puesta la pila bautismal, y San Miguel en el altar mayor, donde estaba San Ignacio, y encima del tabernáculo pusieron a los dos santos San Julián y Santa Basilisa», como hoy están. Y quedó así la iglesia de San Ignacio convertida en parroquia de San Miguel y San Julián.
A mediados de septiembre de 1777 «empezaron a demoler las iglesias de San Miguel y San Julián», dejando aquella su solar para mayor diafanidad y amplitud de la plazuela, que de antiguo llevó el nombre «de San Miguel», conservándole, por suerte, aunque haga más de siglo y medio que desapareció el detalle que la dio el título.
De lo que no tengo noticia ninguna es de un edificio que hubiera en la plazuela y que sirviera de cuartel, pues Ventura Pérez escribió que en 1726 «se quintó por los lugares y en esta ciudad, y los trajeron todos y pusieron el cuartel junto a San Miguel, y los despacharon por fines del mes de Diciembre».
También en esta plazuela poseyó casas el Cabildo de Santa María la Mayor, el más rico hacendado en fincas de la villa, y lo consigna esta nota: «El año de 1529 la Fábrica, Cura, Beneficiados y Parrochianos de San Miguel, hizieron una escritura de venta a favor del Cavildo de esta St.ª Igl.ª, de unas casas sitas en dicha Parroquia, detrás de la Iglesia, que tenían por linderos, de la una parte, casas que fueron del Doctor Antonio de Toro, y de la otra parte casas de Juan de la Quadra, y por delante, la calle publica que va por detrás de la dha Iglesia de San Miguel, por precio de 55 mili mrs.—Pasó ante Pedro Gutiérrez, a 3 de Julio» (Leg. V, núm. 8).

Pero, a pesar de ser un sitio la plazuela de San Miguel, en el cual tantas veces se reunió el pueblo, sobre todo, en aquellos tiempos de las Comunidades, en que hubo allí una casa de un exaltado que hasta puso banderas en las ventanas, no conserva nada que recuerde épocas antiguas. Todo se transformó en la plazuela y, del mismo modo, se alteró la casa de la izquierda de la entrada de la calle del León, única que deja traslucir a través de sus revocos modernos, lo más viejo del paraje, como hace observar el curioso paso, en la esquina misma, de su pequeño chaflán a arista viva, de que tan aficionados se mostraron los constructores de la Edad Media con soluciones pintorescas, a veces.